# 電離箱

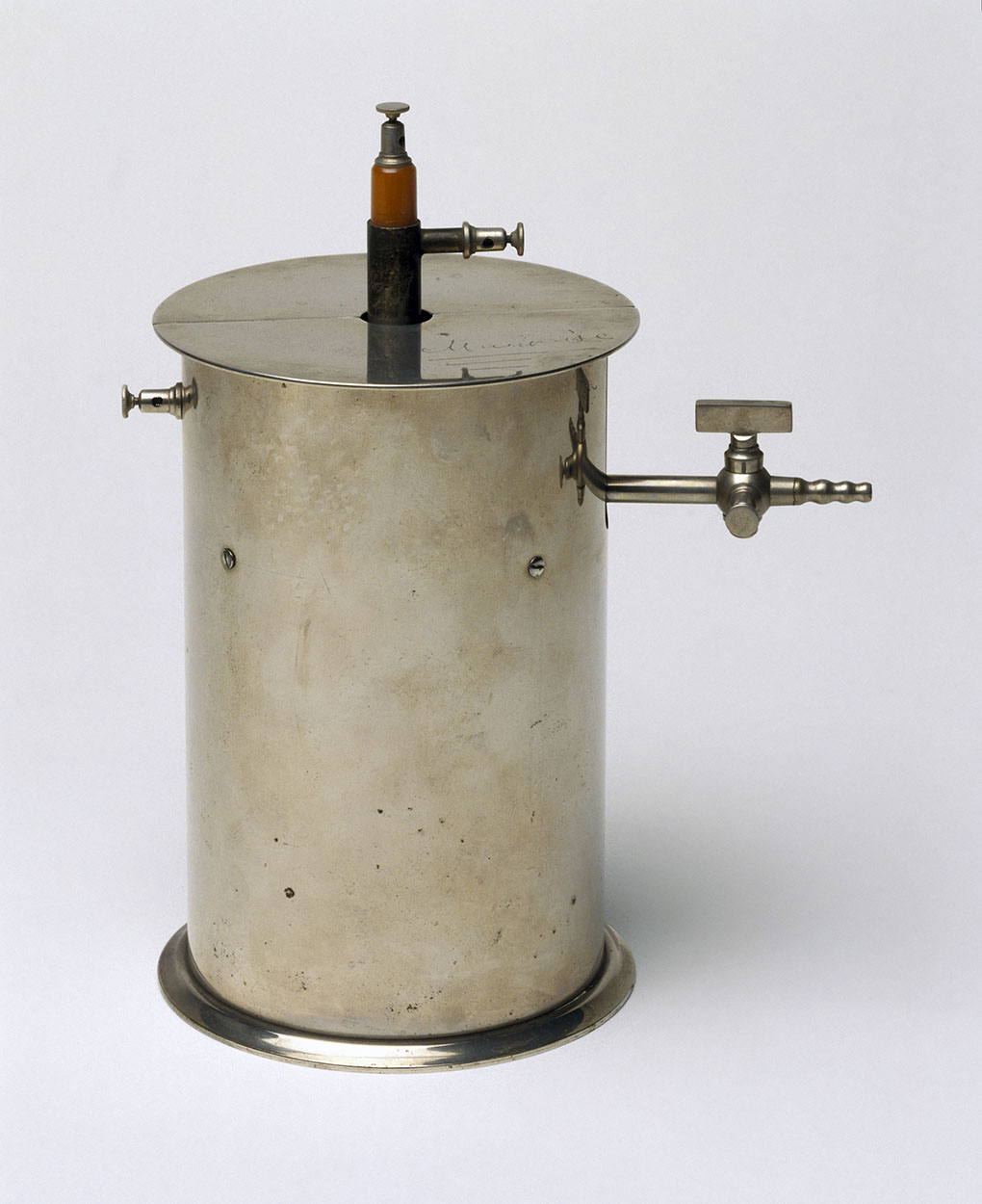
ピエール・キュリーの電離箱

電離箱（でんりばこ、英語: ionization chamber）は、主に電離放射線の検知または測定のために使用される装置である。

## 概要
電離箱は、2枚の導体の金属板（あるいは2つの電極とも言える）で挟まれた、ガスで満たされた容器である。これらの電極の形は、平行な板であったり、あるいは共軸の円筒形をしている。電極のうちの片方が容器自体の壁をなしているものもある。2つの電極の間には電圧が印加されているが、普段は電流は流れていない。
電離放射線（アルファ粒子、ベータ粒子、ミュー粒子などの荷電粒子線やX線、ガンマ線など）がこの円筒に入ると、その放射線の通った軌跡に沿って電極間のガスが電離され、正電荷をもつイオンと負電荷をもつ電子に分離する。この円筒には電圧がかかっているので、正イオンはマイナスの電極に、電子はプラスの電極に向かって動き、短時間だけ電極間に通電するので、短いパルス電流が発生する。この電流を検流計で測定すれば電離反応の数が分かる。
しかし、電離で生じた電子一個分による電流はごく微量なので、実際には回路に抵抗器をかませてその両側の電圧を測定するか、コンデンサをかませて電流の積分を測定する。
電離箱には様々なタイプの放射線計数器および検知器がある；異なるガスを充填するもの、液体で満たされているもの、あるいは空気に開放されているものもある。また、装置の入射窓の材質の違いよってさまざまな測定が可能である。アルファ粒子はガラスの窓を透過しないが雲母の窓は透過するので、端窓の材質をガラスにすればベータ線のみの測定が、雲母にすればアルファ線とベータ線の合計が測定できる。
なお、印加する電圧を高くすると、電離で生じた電子は電場により加速されてエネルギーが高くなり、さらに別の電離を起こすことができるようになる（二次電子が生じる）。こうなると電離一回につき電子一個が生じると言う関係性が失われ、複数個の電子が回収されることになる。この作用を利用した検知器は比例計数管と呼ばれる。さらに電圧を上げると、二次電子による電離作用があまりに多数になるため、電離放射線のエネルギーに関わり無く電離放射線一本あたりの電離の数は一定となる。これがガイガー＝ミュラー計数管である。

## 煙感知器
電離箱は煙感知器として利用されている。電離箱の原理を利用した煙感知器は、イオン式煙感知器と呼ばれている。煙検知器で使われる電離箱では、電極間のギャップが空気に開放されている。この電離箱は少量のアメリシウム-241（アルファ粒子を放出する核種）を含んでいる。これらのアルファ粒子はかなりの量のエネルギーを持っているので、電離箱中の空気（ほとんどが窒素および酸素）と衝突したとき、衝突エネルギーが空気の分子を電離することができる。すなわち、電気的に中性の気体分子は1個以上の電子を失い、帯電したイオンになる。
2つの電極には電圧（典型的な煙感知器では数百ボルト）がかけられているので、イオンと電子は電極に引きつけられる。電極間のイオンのこの小さな移動は測定可能な電流を生み出す。煙が検知器に入ると、イオンは煙の粒子に衝突し中和されるので、電流が流れなくなる。電流の低下によって警報が発報する。